# Nassarius mutabilis
Nassarius mutabilis is een slakkensoort uit de familie Nassariidae. De wetenschappelijke naam werd gepubliceerd in 1758 door Carl Linnaeus in de tiende editie van Systema naturae. 